# 萩原町 (高崎市)
萩原町（はぎわらまち）は、群馬県高崎市の地名。郵便番号は379-0013。面積は1.16km2(2012年現在)

## 地理
町の東側に利根川が流れており、対岸は前橋市である。

## 隣接地区
- 京目町
- 大沢町
- 島野町
- 西横手町
- 下新田町
- 横手町
- 公田町

## 世帯数と人口
2017年（平成29年）8月31日現在の世帯数と人口は以下の通りである。
| 町丁   | 世帯数  | 人口    |
| ------ | ------- | ------- |
| 萩原町 | 543世帯 | 1,405人 |

## 小・中学校の学区
市立小・中学校に通う場合、学区は以下の通りとなる。
| 番地 | 小学校               | 中学校             |
| ---- | -------------------- | ------------------ |
| 全域 | 高崎市立京ケ島小学校 | 高崎市立高南中学校 |

## 交通

### 鉄道
同町に鉄道駅はない。

### 道路
国道は通っていない。県道は群馬県道27号高崎駒形線が通っている。

## 施設
- 佐川急便
- 大塚製薬
- キリンビール
- セーブオン
- コーナンフリート（ENEOS）
- トヨタカローラ高崎
- 白銀屋
- フラワーグンマ
- 横浜ペイント
- 八幡神社
- 徳蔵寺
- 田中電装